# Camiel Dekuysscher

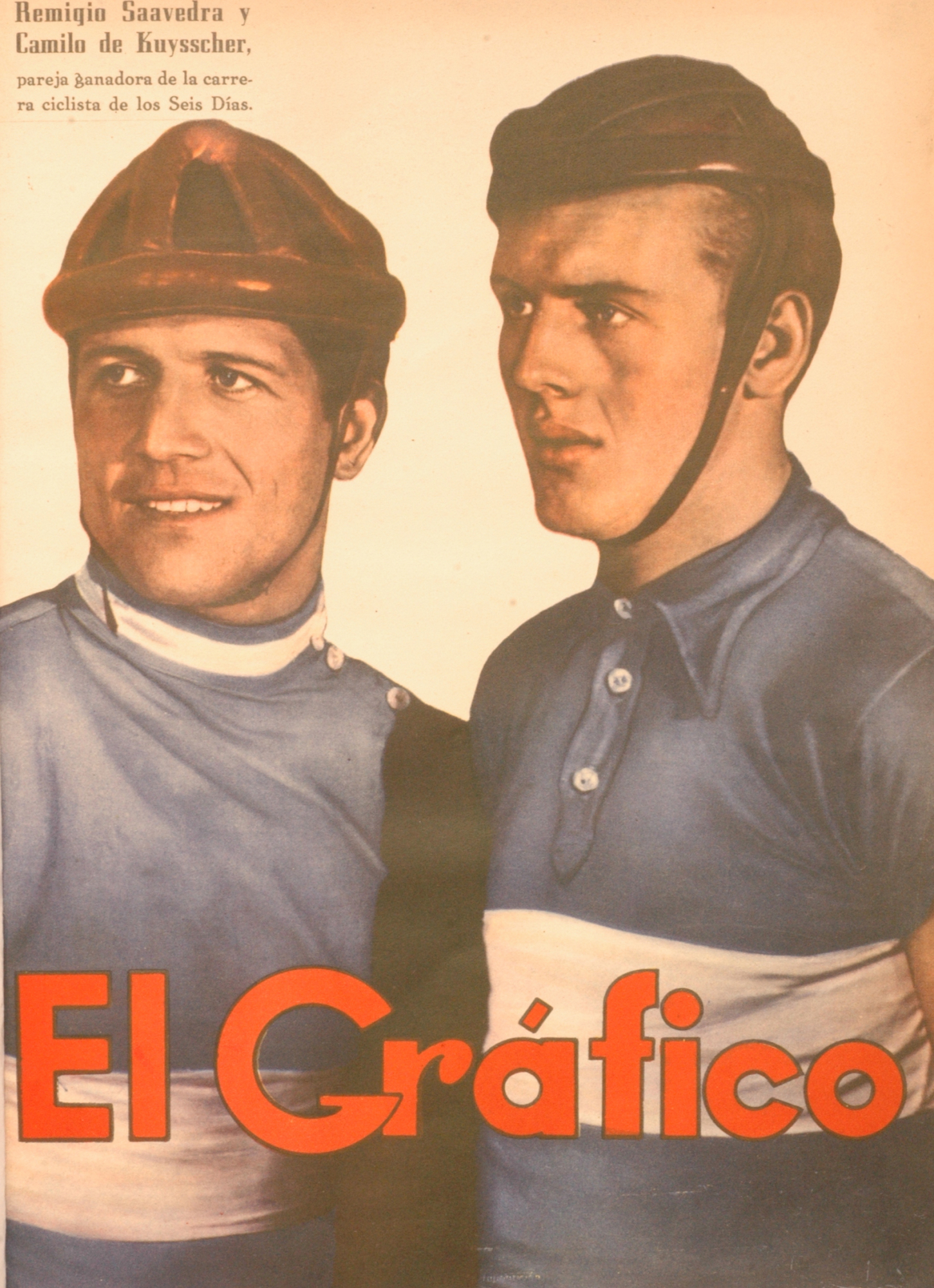
Remigio Saavedra und Camiel Dekuysscher (rechts) 1939

Camiel Dekuysscher (* 27. August 1916 in Saint-Denis, Frankreich; † 8. April 1988 in Gent) war ein belgischer Radrennfahrer.

## Sportliche Laufbahn
Dekuysscher war im Bahnradsport und im Straßenradsport aktiv. Von 1935 bis 1951 war er Unabhängiger und Berufsfahrer. Er war vor allem im Zweier-Mannschaftsfahren erfolgreich. 1936 siegte er im Sechstagerennen von Antwerpen mit Alfred Haemerlinck als Partner. In Gent war er 1936 mit Albert Billiet erfolgreich. 1939 gewann er das Sechstagerennen von Buenos Aires mit Remigio Saavedra. 1948 gewann er erneut in Gent mit Achiel Bruneel, 1950 in München mit Odiel Van Den Meersschaut. Dazu kamen weitere Podiumsplätze in Sechstagerennen.
1936 siegte er mit Jean Aerts im Prix Dupré-Lapize. In Paris gewann er 1947 den renommierten Prix Houlier-Comès mit Fernand Spelte. 1949 wurde er Zweiter der Europameisterschaft im Zweier-Mannschaftsfahren.
Auf der Straße war er vor allem in Kriterien erfolgreich.